# Шандор Мюллер
Шандор Мюллер (угор. Sándor Müller; 21 вересня 1949, Будапешт — 3 квітня 2024) — угорський футболіст, що грав на позиції півзахисника.
Виступав, зокрема, за клуб «Вашаш», а також національну збірну Угорщини.

## Клубна кар'єра
У дорослому футболі дебютував 1968 року виступами за команду «Вашаш», в якій провів тринадцять сезонів, взявши участь у 318 матчах чемпіонату. Більшість часу, проведеного у складі «Вашаша», був основним гравцем команди. У 1973 році він виграв з ним Кубок Угорщини, а в 1977 році — чемпіонат Угорщини.
Згодом з 1980 по 1983 рік грав за кордоном у складі бельгійського «Антверпена» та іспанського «Еркулеса».
У сезоні 1983/84 Мюллер знову виступав за «Вашаш», а завершив ігрову кар'єру у нижчоліговій австрійській команді «Леопольдштадт», за яку виступав протягом 1984—1988 років.

## Виступи за збірну
7 жовтня 1970 року дебютував в офіційних іграх у складі національної збірної Угорщини у матчі кваліфікації до чемпіонату Європи 1976 року з Норвегією (3:1).
У складі збірної був учасником чемпіонату світу 1982 року в Іспанії, де зіграв у двох матчах проти Сальвадору (10:1) та Бельгії (1:1), але його команда не вийшла з групи.
Загалом протягом кар'єри у національній команді, яка тривала 13 років, провів у її формі 17 матчів, забивши 1 гол.

## Особсте життя
Мюллер помер 3 квітня 2024 року у віці 75 років.

## Титули і досягнення
- Чемпіон Угорщини (1):

«Вашаш»: 1976/77
- Володар Кубка Угорщини (1):

«Вашаш»: 1972/73